# 科扎基 (佐洛奇夫區)
49°47′43″N 24°59′31″E / 49.79528°N 24.99194°E
科扎基（羅馬化：Kozaky）是烏克蘭西部利維夫州佐洛奇夫區佐洛奇夫市鎮的村莊。該村面積0.63平方公里，海拔高度347米，2001年人口101，人口密度每平方公里159.56人。